# Survilliers
Survilliers – miejscowość i gmina we Francji, w regionie Île-de-France, w departamencie Dolina Oise.
Według danych na rok 2010 gminę zamieszkiwały 3833 osoby, a gęstość zaludnienia wynosiła 712 osób/km².